# Давит Зиракашвили
Давит Зиракашвили (енгл. Davit Zirakashvili; 20. септембар 1983) професионални је рагбиста и репрезентативац Грузије, који тренутно игра за Клермон (рагби јунион). Висок 179 цм, тежак 120 кг, игра на позицији стуба у првој линији. За Клермон је од 2004. до данас одиграо 245 утакмица и постигао 80 поена. Са Клермоном је освојио титулу првака Француске и играо је у два финала купа европских шампиона. Пре рагбија је тренирао рвање, а за репрезентацију Грузије је до сада одиграо 53 тест мечева и постигао 40 поена. Један је од најбољих стубова на свету и један је од најбољих грузијских играча свих времена.